# Медаль «За трудову відзнаку»
Меда́ль «За трудову́ відзна́ку» — медаль, державна нагорода СРСР. Разом з медаллю «За трудову доблесть» — остання радянська медаль передвоєнного періоду. Заснована Указом Президії Верховної Ради СРСР від 27 грудня 1938 року. Автор малюнку медалі — художник І. І. Дубасов.

## Опис медалі
Медаль «За трудову відзнаку» має форму правильного круга діаметром 32 мм, виготовлена зі срібла.
На лицьовому боці медалі — покрите червоною емаллю зображення серпа і молота на тлі напису «СССР». Під цим зображенням — напис червоною емаллю «За трудовое отличие».
На зворотному боці — напис «Труд в СССР — дело чести» та номер медалі.
Медаль «За трудову відзнаку» за допомогою вушка і кільця з'єднується з п'ятикутною колодочкою, обтягнутою шовковою муаровою стрічкою бузкового кольору шириною 24 мм. По краях стрічки — подовжні смужки золотавого кольору завширшки 2 мм.

## Нагородження
Медаль «За трудову відзнаку» була заснована для нагородження за ударну працю, досягнення високих показників у роботі.
Медаллю нагороджувалися робітники, колгоспники, спеціалісти народного господарства, робітники науки, культури, народної освіти, охорони здоров'я та інші громадяни СРСР. Передбачалася можливість нагородження осіб, які не мали громадянства СРСР.
Нагородження медаллю проводилося:
- за ударну роботу, що сприяла зростанню продуктивності праці та покращанню якості продукції, за успіхи у соціалістичному змаганні;
- за трудовий внесок у будівництво та реконструкцію найважливіших об'єктів народного господарства;
- за цінні винаходи та раціоналізаторські пропозиції;
- за успішну роботу в галузі науки, культури, літератури, мистецтва, народної освіти, охорони здоров'я, торгівлі, громадського харчування, побутового обслуговування населення та інших галузях трудової діяльності;
- за активну роботу з комуністичного виховання і професійної підготовки молоді, за успіхи у державній і громадській діяльності;
- за досягнення в галузі фізичної культури і спорту.

Медаль носиться на лівій стороні грудей, за наявності у нагородженого інших медалей СРСР розташовується після медалі «За трудову доблесть».
Перше нагородження медаллю «За трудову відзнаку» було проведене відповідно до указу Президії Верховної Ради СРСР від 15 січня 1939 року. Нагороди отримали 19 працівників заводу № 8 ім. Калініна за вагомий внесок у розробку і впровадження у виробництво нових зразків озброєння для потреб РСЧА.
До початку німецько-радянської війни медаллю «За трудову відзнаку» нагороджено понад 11 тисяч осіб.
У роки війни медаллю було нагороджено ще понад 44 тисячі осіб. Загалом, на 1 січня 1995 року медаллю «За трудову відзнаку» було проведено близько 2 146 400 нагороджень.